# 世外桃源計畫
世外桃源計畫（英語：/ˈzænəduː/ ZAN-ə-doo）是世界上第一個超文本項目，由泰德·尼爾森於1960年創立。 “世外桃源計劃”的管理人員宣稱它比萬維網更優越，還聲稱:“該計劃是當今流行的軟件模擬紙張。萬維網使我們最初的超文本模型變得微不足道，因為那個僅僅是單向的、不斷斷開的鏈接，而且對版本或內容沒有管理。”
《連線》雜誌發表了一篇題為《世外桃源》的文章，稱世外桃源計劃是“計算機工業歷史上運行時間最長的霧件故事”。